# Glossocratus bakeri
Glossocratus bakeri är en insektsart som beskrevs av Morrison 1973. Glossocratus bakeri ingår i släktet Glossocratus och familjen dvärgstritar. Inga underarter finns listade i Catalogue of Life.